# Кинонаграда MTV за лучший режиссёрский дебют
Список лауреатов кинонаграды MTV в категории Лучший новый режиссёр. Последний раз премия вручалась в 2002 году.
| Год  | Режиссёр        | Фильм                                                         |
| ---- | --------------- | ------------------------------------------------------------- |
| 1992 | Джон Синглтон   | Ребята по соседству / Boyz n the Hood                         |
| 1993 | Карл Франклин   | Один неверный ход / One False Move                            |
| 1994 | Стивен Заиллян  | В поисках Бобби Фишера / Searching for Bobby Fischer          |
| 1995 | Стив Джеймс     | Мечты о баскетболе / Hoop Dreams                              |
| 1996 | Уэс Андерсон    | Бутылочная ракета / Bottle Rocket                             |
| 1997 | Даг Лайман      | Тусовщики / Swingers                                          |
| 1998 | Питер Каттанео  | Мужской стриптиз / The Full Monty                             |
| 1999 | Гай Ричи        | Карты, деньги, два ствола / Lock, Stock & Two Smoking Barrels |
| 2000 | Спайк Джонз     | Быть Джоном Малковичем / Being John Malkovich                 |
| 2001 | София Коппола   | Девственницы-самоубийцы / The Virgin Suicides                 |
| 2002 | Кристофер Нолан | Помни / Memento                                               |